# بابليون إف إم
بابليون إف إم هي محطة إذاعية موسيقى رائجة معاصرة تقع في أربيل، العراق. المحطة مملوكة لمجموعة بابليون وتبث من استوديوهات في مقر بابليون للإعلام في منطقة عنكاوا بالمدينة. تُعد هذه المحطة الإذاعة الوحيدة الناطقة باللغة الإنجليزية بالكامل في العراق. وهي الشريك الرسمي لبرنامج أمريكان توب 40 في البلاد.

## التاريخ
أطلق المدير التنفيذي لمجموعة بابليون، سلوان زيتو، إذاعة بابليون إف إم في عام 2012 كمحطة إذاعية مخصصة بالكامل لبث الجاز، موجهة فقط لجمهور مدينة أربيل. وبعد عام من البث، غيّرت المحطة شكلها إلى الموسيقى الرائجة في سبتمبر 2012، وانضم المذيع الآشوري نور متي إلى الفريق. وأصبحت المحطة تُعرف بأنها الإذاعة الوحيدة الناطقة باللغة الإنجليزية بالكامل في العراق. انطلق أول برنامج صباحي مباشر باللغة الإنجليزية (نور في الصباح) في 15 أكتوبر 2012. وفي مارس 2013، انضمت المذيعة البريطانية أنجل بي إلى البرنامج الصباحي، إلى جانب المذيع الهولندي-الكردي ميز، لتشكيل برنامج "نادي الإفطار".
في عامي 2014 و2015، أصبحت المحطة شديدة الشعبية بين الجاليات الأجنبية وكذلك بين الشباب المحلي، حيث أظهرت استطلاعات إبسوس أن المحطة ضمن أفضل 20 محطة لأول مرة في أربيل. توسعت المحطة للبث في دهوك في 17 أبريل 2015. وبعد ثلاثة أشهر، بدأت المحطة البث في ثاني أكبر مدن إقليم كردستان العراق، السليمانية.
ومع تزايد تنوع الجاليات الأجنبية في إقليم كردستان العراق، بدأت المحطة في بث برامج مدتها ساعة واحدة بلغات مختلفة، حيث قدّم بيرّيك بونو أول برنامج باللغة الفرنسية في أوائل عام 2015.
في عام 2021، توسعت القناة للبث في بغداد على التردد 97.3.

## البرامج
- نادي الإفطار
- ذا درايف
- قائمة أغاني بابليون
- أمريكان توب 40
- تو كاربووزي
- إل فاصوليا
- سلافا بلس
- اللمسة الفرنسية